# Šindliar
Šindliar és un poble i municipi d'Eslovàquia. Es troba a la regió de Prešov, al nord del país.

## Història
La primera referència escrita de la vila data del 1331.

## Demografia
| Godina             | 1994 | 2004   | 2014   | 2024   |
| ------------------ | ---- | ------ | ------ | ------ |
| Nombre de persones | 518  | 553    | 548    | 571    |
| Diferència         |      | +6,75% | −0,90% | +4,19% |

| Godina             | 2023 | 2024   |
| ------------------ | ---- | ------ |
| Nombre de persones | 564  | 571    |
| Diferència         |      | +1,24% |